# UNIX System V

Unix的众多分支

UNIX System V是Unix操作系统众多版本中的一支。它最初由AT&T开发，在1983年第一次发布，因此也被稱為AT&T System V。一共发行了4个System V的主要版本：版本1、2、3和4。System V Release 4，或者称为SVR4，是最成功的版本，成为一些UNIX共同特性的源头，例如“SysV 初始化脚本”（/etc/init.d），用来控制系统启动和关闭，System V Interface Definition（SVID）是一个System V如何工作的标准定义。
AT&T出售运行System V的专有硬件，但许多（或许是大多数）客户在其上运行一个转售的版本，这个版本基于AT&T的实现说明。流行的SysV衍生版本包括Dell SVR4和Bull SVR4。当今广泛使用的System V版本是SCO OpenServer，基于System V Release 3，以及SUN Solaris和SCO UnixWare，都基于System V Release 4。
System V是AT&T的第一个商业UNIX版本（UNIX System III）的加强。传统上，System V被看作是两种UNIX“风味”之一（另一个是BSD）。然而，随着一些并不基于这两者代码的类UNIX实现的出现，例如Linux和QNX，这一归纳不再准确，但不论如何，像POSIX这样的标准化努力一直在试图减少各种实现之间的不同。

## SVR1
System V的第一个版本，发布于1983年。它引进了一些特性，例如vi编辑器和Curses库（这是从加州大学伯克利分校开发的BSD中引进的）。其中也包括了对DEC VAX机器的支持。同时也支持使用消息进行进程间通讯，信号量，和共享内存。

## SVR2
System V Release 2在1984年发布。其中添加了shell功能和SVID。

## SVR3
System V Release 3在1987年。它包括STREAMS，远程文件共享（remote file sharing，RFS），共享库，以及Transport Layer Interface（TLI）。

## SVR4
System V Release 4.0在1989年11月1日公开，并于1990年发布。是Unix系统实验室和Sun联合进行的项目，它融合了来自Release 3，4.3BSD，Xenix，以及SunOS的技术：
- 来自BSD: TCP/IP支持，csh
- 来自SunOS: 网络文件系统，内存映射文件，以及一个新的共享库系统
- 其他的实现：
  - ksh
  - ANSI C兼容
  - 更好的国际化和本地化支持
  - 一个应用二进制接口
  - 支持POSIX、X/Open和SVID3标准

### SVR4.1
Release 4.1添加了异步I/O。

### SVR4.2
Release 4.2添加了Veritas文件系统的支持，存取控制列表（access control list），以及动态可加载内核模块。

## SVR5
Release 5由SCO Group制作。